# Bengt Ahlfors
 (avril 2014).
Si vous disposez d'ouvrages ou d'articles de référence ou si vous connaissez des sites web de qualité traitant du thème abordé ici, merci de compléter l'article en donnant les références utiles à sa vérifiabilité et en les liant à la section « Notes et références ».
Bengt Gunnar Richard Ahlfors est né en 1937 en Finlande, mais il écrit en suédois. Il est directeur de théâtre et auteur de pièces dramatiques et comiques. En tant que réalisateur, il a mis en scène environ soixante pièces d'auteurs comme celles de Molière, de Shakespeare, d'Eugene O'Neill, de Tchekhov et de Brecht.

## Vie et travail
Il a écrit ses propres pièces (en général des comédies). Beaucoup de celles-ci ont été mises en scène au Lilla Teatern d'Helsinki.
Ses thèmes de prédilection sont l'érotisme et les sujets politiques divers. Bengt Ahlfors admet que ces deux thèmes couvrent la plupart des problèmes humains. Une de ses œuvres, intitulée Cadeau, a été éditée en 1996 aux éditions L'Élan. 
Il a écrit en 1986, en collaboration avec Johan Bargum, Y a-t-il des tigres au Congo ? (publié en France aux éditions L'Élan). « Pour ce travail, Bargun s’est assuré la collaboration de Bengt Ahlfors, autre grand nom de la scène finlandaise suédophone. Les deux compères s’entendent comme larrons en foire pour parler plaisamment de choses sérieuses (ils ont également collaboré pour des spectacles de cabaret), mais ils sont aussi capables de traiter avec gravité la question des manipulations génétiques, comme on le voit dans l'Enfant de Marie » (L'Élan, 1996).

## Œuvres importantes

### Y a-t-il des tigres au Congo?
- Titre original : Finns det tigrar i Kongo ?
- Écrit en 1986, en collaboration avec Johan Bargum et publié grâce au Prix personnel Ivar Lo-Johanson 1995 et au Centre d’Information sur la Littérature Finlandaise aux éditions L’Elan pour l’édition française.
- Résumé : deux acteurs tentent de réaliser le scénario d’une comédie qu’ils joueront par la suite. Ils choisissent comme sujet le SIDA car c’est un fait d’actualité tabou. Au cours de leur dialogue, ils donnent des informations aux spectateurs à propos de l’origine et des dangers que cette maladie peut provoquer. Tout d’abord, ils mettent en scène deux homosexuels : A rentrant tout juste du Congo et B ayant de forts préjugés à propos de cette maladie. Après de nombreux tâtonnements, et pour donner un angle d'attaque plus pertinent, ils changent de scénario et décident de se mettre dans la peau des personnages.
- A imagine que B a eu une aventure amoureuse, lors d’un colloque à Copenhague avec une jeune femme nommée Solveig. De retour chez lui, il reçoit une lettre de cette dernière lui annonçant qu’il a peut-être été contaminé par le sida. Ainsi, A et B décrivent les préjugés qui subsistent, ce que peuvent ressentir les personnes atteintes de ce virus, et comment se fait la transmission. C’est ainsi qu'‘ils montreront la réalité sur les gens qui ont peur du sida et qui se comportent d’une façon irrationnelle avec les personnes contaminées.
- Thèmes abordés : cette pièce de théâtre a pour thème principal la maladie, plus précisément le sida qui est par la suite illustré par différents exemples d’ordre médical, social, et psychologique (réalités ou préjugés ?). Exemples de préjugés :
  - « une mère qui n’osait pas ouvrir les lettres de son fils malade sans mettre des gants en caoutchouc » (page 4).
  - « la serviette en tissu des toilettes a disparu, elle est remplacée par un distributeur de serviettes en papier » (page 25).
- Les auteurs évoquent le thème de la peur comme à la page 14 où A hésite à embrasser sa petite fille, mais aussi le thème de la mort :
  - « Parce que je me suis suicidé » (page 20).
  - « Ah bon, c’est le vendredi qu’on prononce les condamnations à mort » (page 12).
- Style : cette pièce de théâtre présente un dialogue vif entre deux hommes. Le style est tantôt familier, tantôt recherché. Des didascalies sont présentes. Les registres sont :
  - le comique, car la comédie est une manière de « faire avancer les choses »
  - le pathétique (p.25 : « Tu as l'impression que les élèves te regardent pas d'une façon vraiment hostile mais avec curiosité »)
  - le réalisme (p.14 : « La maladie se transmet par l'intermédiaire du liquide séminal et du sang et peut-être également par la salive et les larmes »)
- Il y a beaucoup d'humour noir.
- A priori, le titre n'a pas de rapport avec l'histoire, il semble absurde car le thème est le SIDA et non pas la présence ou l'absence de tigres au Congo.
- Il y a beaucoup de revirements dans l'élaboration du scénario.

## Récompenses
- Médaille Pro Finlandia, 1993
- Prix Lea, 1988
- Prix Tollander, 2016